# Claus Mortensen
Claus Mortensen (Tøndebinder), né vers 1499 à Malmö, mort dans cette ville en 1575, est un réformateur luthérien danois, ordonné prêtre dans l'archidiocèse de Lund en 1524 après avoir étudié à l'école de la cathédrale.
Il fut appelé Tøndebinder en l'honneur de son beau-père, qui était tonnelier, car il n'était pas connu pour avoir lui-même exercé cette profession.
Né à Malmö, il devient prêtre et se rend à Copenhague en 1526, où il fait connaissance avec le mouvement de la Réforme, auquel il adhère. L'année suivante, il retourne à Malmö et, grâce à son enthousiasme et à son éloquence, il réussit à introduire le culte luthérien dans la ville dès 1529-30. En 1528, il publie le premier recueil de cantiques danois, le Malmö Hymnal, qui se compose essentiellement d'hymnes allemands traduits, dont ceux de Luther. Son tempérament fougueux lui vaut d'entrer en conflit avec la bourgeoisie de Malmö, si bien qu'en 1541, il doit quitter son poste de curé de la ville et est transféré dans l'église d'un village de Scanie. 